# Caloreas apocynoglossa
Caloreas apocynoglossa là một loài bướm đêm thuộc họ Choreutidae. Loài này có ở Bắc Mỹ, bao gồm California.